# Space Rangers 2: Dominators
Space Rangers 2: Dominators (russisch: Космические рейнджеры 2: Доминаторы), in Nordamerika mit dem Untertitel Rise of the Dominators veröffentlicht, ist ein Science-Fiction-Computerspiel, das vom russischen Entwicklungsstudio Elemental Games für Windows entwickelt und im Jahr 2004 von 1C Company veröffentlicht wurde. Das Spiel vereint zahlreiche verschiedene Genres. Der Spieler übernimmt hier die Rolle eines Raumschiff-Piloten um Gebiete zu erkunden, Handel zu treiben, im Weltraum und am Boden zu kämpfen und viele verschiedene Arten von Missionen zu bewältigen. Space Rangers 2 ist die Fortsetzung des 2002 Computerspiel Space Rangers.

## Spielprinzip
Das Spiel zeichnet sich besonders durch die Integrierung verschiedener Genres aus. So befindet man sich nach der Rollenspiel-ähnlichen Wahl, ob man ein Ranger, Pirat, Korsar, Söldner oder Händler ist, auf einer galaktischen 2D-Übersichtskarte, in der auch alle Raumschiff-Rundenkämpfe stattfinden sowie in der Planetenübersicht der Handel und der Ausbau des Raumschiffes. Eine Vielzahl von Rassen mit den Dominatoren an der Spitze, die eine übergreifende Gefahr für alle sind, spannen dabei die Rahmenhandlung.
Kämpfe auf den Planeten finden hingegen in einer modernen 3D-Ansicht statt, während eine Vielzahl von Aufträgen, die man gegen Geld angenommen hat, in der Manier klassischer Textadventures zu lösen sind, dem stärksten Part des Spiels. So gibt es im Rahmen der Textadventures relativ komplexe Missionen um z. B. aus einem Gefängnis auszubrechen, indem man seine Beziehungen mit Gefangenen und Wärtern managt, während man einen Tunnel gräbt, sich fit hält, Wetten gewinnt usw. Ins Gefängnis kommt man dabei z. B. für den Handel mit illegalen Gütern oder auch für Piraterie im System. Die lokalen Gegebenheiten der Rassen und Sternensysteme spielen hierfür stets eine große Rolle.
In anderen Missionen des Textadventures muss der Spieler helfen, vermisste Personen zu finden, planetare Wahlen gewinnen, geheime Orte erkunden, ein Rennen nur nach rein taktischen Entscheidungen gewinnen oder ist sonstigen Mysterien auf der Spur. Während einige Rätsel noch leicht nach dem Memory-Prinzip zu gewinnen sind, eignet sich für andere hingegen, eher eigene Karten zu zeichnen, um die Zusammenhänge zwischen verschiedenen Orten und Personen zu verstehen.
Dieser Textadventure-Rollenspielpart vermittelt einen tiefergehenden Eindruck in die russische Science-Fiction-Kultur. Das Spiel ist jedoch auch ohne die Annahme dieser Aufträge lösbar.

## Rezeption
Das Spiel erhielt mehrheitlich positive Bewertungen (Metacritic: 84 von 100). Kritik gab es an der vereinfachten Übertragung des Textadventure-Parts in der englischen und deutschen Übersetzung, auch seien nicht alle Missionen übernommen worden.
Eine überarbeitete Version des Spiels erschien 2009 unter dem Namen Space Rangers 2: Reboot. Für 2013 ist eine weitere Überarbeitung unter dem Namen Space Rangers HD: A War Apart angekündigt worden, deren Veröffentlichung in den Sprachen Russisch und Englisch bereits stattfand. Die geplante deutsche Version wird laut einem Administrator der offiziellen Seite nun doch nicht erscheinen.
Eine inoffizielle deutsche Übersetzung von Fans ist auf der nexusmods.com Seite verfügbar. Diese integrierte auch die bereits früher erschienene für Space Rangers 2: Dominators, die der Hersteller damals nur teilweise fertig gestellt hat.
Ab der Version 2.1.2400 ist der Fanpatch offizieller Teil des Spiels und als Mod aktivierbar.